# Cryptops manni
Cryptops manni är en mångfotingart som beskrevs av Chamberlin 1915. Cryptops manni ingår i släktet Cryptops och familjen Cryptopidae.
Artens utbredningsområde är Haiti. Inga underarter finns listade i Catalogue of Life.